# Bridget Bate Tichenor
Bridget Bate Tichenor, nacida Bridget Pamela Arkwright Bate, (París, 22 de noviembre de 1917 – Ciudad de México, 20 de octubre de 1990), también conocida como Bridget Tichenor o BBT, fue una pintora surrealista británica de arte fantástico, de la escuela del realismo mágico y editora de moda, afincada en México.

## Trayectoria
Bridget Pamela Arkwright Bate fue hija del loculor estadounidense Frederick Blantford Bate (c. 1886 –1970) y la socialité británica Vera Nina Arkwright (1883–1948) conocida tras su segundo matrimonio como Vera Bate Lombardi. Su abuela, Rosa Frederica Baring (1854 – 1927) era miembro de la familia de banqueros Baring, bisnieta de Sir Francis Baring (1740–1810) el fundador de Barings Bank, por lo que Bate estaba relacionada con muchas familias aristocráticas británicas y europeas. Aunque nació en Francia, pasó su juventud en Inglaterra y se educó en escuelas de Inglaterra, Francia e Italia. Sus padres se divorciaron en 1929. Entre 1930 y 1938 vivió entre Roma y París. 
Su madre Vera Bate Lombardi fue la encargada de las relaciones públicas de Coco Chanel y actuó como enlace entre la firma y las familias reales europeas durante el periodo comprendido entre 1925 y 1938. A los dieciséis años, Bate se mudó a París para vivir con su madre. Allí también trabajó como modelo para Coco Chanel.
Recibió todo el apoyo de su padre en su carrera artística. Asistió a la Slade School of Fine Art en Londres por recomendación suya, recibió su visita durante su estancia en el Rancho Contembo en México y también fue fotografiada en diferentes etapas de su carrera como modelo en París y Nueva York, por el fotógrafo surrealista Man Ray, gran amigo de su padre.
Se casó con Hugh Joseph Chisholm en la casa de la familia Chisholm, Strathgrass en Port Chester, Nueva York, el 14 de octubre de 1939. Fue un matrimonio arreglado ideado por su madre, Vera, con el fin de sacar a Bate de Europa ante la inminente amenaza de la Segunda Guerra Mundial. Fueron Cole Porter y su esposa Linda quienes presentaron a la pareja. Su hijo, Jeremy Chisholm, nacido en Beverly Hills, California el 21 de diciembre de 1940 fue un destacado jinete y hombre de negocios de Estados Unidos, Reino Unido y Europa, que se casó con Jeanne Vallely-Lang Suydam y fue padre de James Lang-Suydam Chisholm. Murió en Boston en 1982. Vivía en un apartamento en el Hotel Plaza y vestía ropa del modisto de Manhattan, Hattie Carnegie. Fue en esta época cuando Anaïs Nin escribió en su diario personal sentirse enamorada de Bate.
En 1943, estudió en la Liga de estudiantes de arte de Nueva York y fue alumna de Reginald Marsh junto a sus compañeros los pintores Paul Cadmus y George Tooker. En 1943, durante una fiesta en el apartamento de Park Avenue de su amigo, el fotógrafo George Platt Lynes para quien había sido el tema de su obra, conoció al asistente de Lynes, Jonathan Tichenor. Comenzaron una relación en 1944 mientras su esposo estaba trabajando en el extranjero para el gobierno de los Estados Unidos. El 11 de diciembre de 1944, se divorció de Chisholm y se mudó a una casa del Upper East Side en Manhattan que compartió con la mecenas del arte Peggy Guggenheim. En 1945, se casó con Jonathan Tichenor, tomando su apellido por lo que pasó a ser conocida como Bridget Bate Tichenor. La pareja se mudó a un estudio de artista en el 105 de MacDougal Street, en Manhattan. 
Su primer contacto con México fue mediante un viaje para visitar a un primo que había conocido en París en la década de 1930, Edward James, coleccionista de arte surrealista británico y patrocinador de la revista Minotaure. James vivía en Las Pozas, San Luis Potosí, donde tenía un enorme jardín de esculturas surrealistas con cascadas naturales, piscinas y esculturas en hormigón. Posteriormente, en 1947, James la invitó a visitarlo nuevamente, esta vez en su casa de Xilitia, cerca de Tampico, zona de la rica cultura negra olmeca de la Costa del Golfo de Estados Unidos. Durante muchos años la había instado a iniciarse espiritualmente, cambiar su vida y adoptar una nueva dirección artística que se hizo efectiva gracias a este viaje. Tras su regreso, Bate se divorció en 1953 de su segundo esposo, Jonathan Tichenor y dejó su trabajo como editora profesional de moda y accesorios para Vogue. Se mudó a México ese mismo año, donde se asentó de manera permanente y vivió el resto de su vida formando parte de un grupo de pintores expatriados surrealistas y del realismo mágico que se instalaron en México a finales de la década de 1940 y principios de la de 1950 como Leonora Carrington, Remedios Varo, Alice Rahon, Alan Glass, Zachary Selig, la fotógrafa Kati Horna o el artista Pedro Friedeberg
Habiendo vivido en las culturas europea y americana con múltiples identidades en consonancia con las diferentes etapas de su vida, Bate reconoció en los ciclos precolombinos de creación, destrucción y resurrección un reflejo de los acontecimientos y catástrofes de su propia vida, dentro del contexto de desmantelamiento y reconstrucción de dos guerras mundiales. La apertura de México en ese momento alimentó sus expectativas personales de un futuro lleno de inspiración artística sin fin en un mundo verdaderamente nuevo basado en la metafísica, donde un movimiento de ideales sociales, políticos y espirituales se estaba inmortalizando en las artes.
Cuando Bate se trasladó a México en 1953, comenzó lo que se convertiría en un viaje de vida a través de su arte y su misticismo para lograr la autorrealización, inspirado por su creencia en los espíritus ancestrales. Mientras pintaba sola y aislada, se quitaba sus máscaras familiares y sociales para encontrar sus propias identidades personales humanas y espirituales; luego reposicionaba en sus pinturas esas identidades ocultas con nuevas máscaras y personajes que representaban sus propias creencias y verdades sagradas. Este cauteloso proceso interno de autodescubrimiento y realización fue retratado alegóricamente con un elenco de personajes mitológicos en escenarios mágicos. Pintaba en el lienzo sus búsquedas y dramatizaciones de su propia vida a través de un expresivo lenguaje visual y un vocabulario artístico que mantuvo en secreto.  
En 1958, participó en el Primer Salón de Arte Femenino de las Galerías Excelsior de México junto a Carrington, Rahon, Varo y otras pintoras contemporáneas. Ese mismo año, compró el rancho Contembo cerca del remoto pueblo de Ario de Rosales, Michoacán, donde estuvo pintando en soledad, solo acompañada por su extensa colección de mascotas, hasta 1978.
La arquitectura de la casa de Bate en el Rancho Contembo en Michoacán era el de una villa de estilo toscano con estructura de ladrillo y adobe diseñada en forma de cruz de dos pisos que ella construyó con su amante purépecha Roberto en 1958. Ario de Rosales significa "lugar donde se envió algo para ser dicho" en el idioma purépecha. Bate se convirtió en un canal artístico para el lugar que eligió como su hogar.
Muchos de los rostros y cuerpos de las criaturas mágicas de sus pinturas se basaron en su variedad de perros terriers, chihuahuas y mastines italianos, ovejas, cabras, monos, loros, iguanas, serpientes, caballos, vacas, en sus sirvientes y también en sus amigos purépechas locales.
La luz, los colores y los paisajes de las pinturas de Bate se inspiraron en la topografía de la tierra volcánica que rodeaba su hogar en la cima de la montaña. Había una curvatura de la tierra que se podía ver desde su estudio del segundo piso donde los pinos cubrían las montañas rojas que caían en cascada hacia el Océano Pacífico. También había una cascada con piscinas de agua turquesa que atravesaba su propiedad.
Entre 1982 y 1984, Bate vivió en Roma donde realizó una serie de pinturas tituladas Máscaras, guías espirituales y deidades duales. Sus últimos años los pasó en su casa en San Miguel de Allende, en Guanajuato, México. 
En el momento de la muerte, en 1990, en la casa de Daniel de Laborde-Noguez y Marie Aimée de Montalembert en la calle Tabasco de la Ciudad de México, Bate eligió estar exclusivamente con sus amigos íntimos. La madre de Bate, Vera Bate Lombardi, era amiga íntima del conde León de Laborde, que había sido admirador de Coco Chanel en su juventud y que había presentado a Lombardi en Chanel. El nieto del conde Léon de Laborde, el economista Carlos de Laborde-Noguez, su esposa Marina Lascaris, su hermano Daniel de Laborde-Noguez y su esposa, Marie Aimée de Motalembert se convirtieron en los aliados más respetados, amigos de confianza y cuidadores de Bate al final de su vida en su casa de la Ciudad de México.

## Técnica pictórica y estilo
Las culturas de Mesoamérica y sus antecedentes internacionales influyeron en el estilo y los temas de la obra de Bate como pintora del realismo mágico en México. La técnica pictórica de Bate se basaba en fórmulas de témpera italiana del siglo XVI que aprendió en 1945 con el artista Paul Cadmus en Nueva York, donde preparaba un yeso acabado con cáscara de huevo molido sobre una tabla de masonita y después aplicaba múltiples esmaltes al óleo transparentes definidos a través de claroscuros, a veces con un pelo de un pincel de marta negra del número 100. Bate consideraba que su trabajo era de naturaleza espiritual, reflejando antiguas religiones ocultas, magia, alquimia y mitología mesoamericana y con una pintura al estilo de la del Renacimiento italiano.

## Obras de arte
El interés por las pinturas de Bate Tichenor por parte de los coleccionistas de arte y los museos va en aumento, así como por las colecciones de fotografías de arte con ella como tema central. Sus pinturas fueron vendidas por primera vez en 1954 por la Galería Inés Amor en la Ciudad de México y luego por su mecenas, el comerciante de arte mexicano y coleccionista Antonio de Souza en la Galería Souza en el Paseo de la Reforma, Ciudad de México. En 1955, la Galería Karning, dirigida por Robert Isaacson, la representó. En 1972 y 1974, expuso en la Galería Pecanins de Colonia Roma, Ciudad de México. En febrero de 1990, nueve meses antes de su muerte, se realizó una exposición retrospectiva integral en el Instituto de Bellas Artes de San Miguel de Allende. Dejó 200 pinturas que se repartieron entre Pedro Friedeberg y la familia de Laborde-Noguez. Sus obras pasaron a formar parte de museos de Estados Unidos, México y Europa y de importantes colecciones privadas internacionales que incluyen a las familias Churchill y Rockefeller. Se valora su refinada naturaleza esotérica con detalles de la técnica de la pintura maestra.
La casa de subastas Christie's de Londres subastó en 1941 dos retratos de Bate impresos en gelatina de plata del artista vanguardista Man Ray en 1996. La casa de subastas Sotheby's de Nueva York subastó en 1997 otra fotografía de Bate impresa en gelatina de plata realizada por Man Ray. Una impresión en gelatina de plata del fotógrafo de moda Irving Penn, de 1949, de una fotografía de Bate y la modelo Jean Patchett, titulada The Tarot Reader, reside en la colección permanente del Museo Smithsoniano de Arte Americano. Christie's subastó dos pinturas de Bate en julio de 2007 en el Rockefeller Plaza de Nueva York y se pagó por ellas casi 10 veces las estimaciones originales. En la subasta de los bienes de la actriz mexicana María Félix, el óleo sobre lienzo de Bate titulado Domadora de quimeras, muestra el rostro de María Félix con detalles del pintor Antoine Tzapoff, se vendió por 20.400 dólares, que era varias veces más que su estimación original de 2.000 dólares. Otra pintura de Bate, Caja de cristal, también se vendió por mucho más de su precio estimado.
En 2008, el Museo de Arte Contemporáneo de Monterrey organizó una exposición que incluía sus pinturas entre las de 50 destacados artistas mexicanos como Frida Kahlo. Se tituló Historia de la mujer: artistas del siglo XX en México. La exposición se centró en las mujeres que habían desarrollado sus actividades artísticas dentro de disciplinas individuales y diversas mientras trabajaban en México.
Bate Tichenor apareció en la exposición de 2012 In Wonderland: The Surrealist Adventures of Women Artists in México and the United States, organizada por Museo de Arte del Condado de Los Ángeles (LACMA) y el Museo de Arte Moderno de México. Se incluyeron las pinturas de Bate Líderes, Autorretrato y Los encarcelados una obra alta de cuatro jaulas de madera apiladas con cabezas de masonita pintadas dentro de cada caja y una pirámide en la parte superior de la estructura. La exposición tuvo lugar en el LACMA Resnick Pavilion en Los Ángeles.
La directora del Museo de la Ciudad de México, Cristina Faesler, seleccionó más de 100 pinturas para una exposición dedicada a Bate en la Ciudad de México entre el 23 de mayo y el 5 de agosto de 2012. La exposición en el Museo de la Ciudad de México fue una monografía visual de la obra de Bate, su visión y técnica surrealista. 

## Legado
Bate fue el tema de un documental de 1985 titulado Rara Avis, filmado en la casa del barón Alexander von Wuthenau en la Ciudad de México. Fue dirigido por Tufic Makhlouf y se centró en la vida de Bate en Europa, como modelo de los fotógrafos Man Ray, Cecil Beaton, Irving Penn, John Rawlings, George Platt Lynes, también en su carrera entre 1945 y 1952 como editora de moda de Vogue en Nueva York para Condé Nast Publications, bajo la dirección artística de Alexander Liberman, y en su carrera como pintora del realismo mágico en México que comenzó en 1956. El título de la película, Rara Avis, es una expresión latina que proviene del poeta romano Juvenal que significa un pájaro raro y único, el "cisne negro". Rara Avis se proyectó en el festival internacional de cine de Morelia FICM en 2008.
El artista Pedro Friedeberg escribió sobre Bate y su vida en México en su libro de memorias De vacaciones por la vida (2011), que incluye historias de su interacción con sus amigos y contemporáneos Salvador Dalí, Leonora Carrington, Kati Horna, Tamara de Lempicka, Zachary Selig y Edward James.